# 斋桑泊

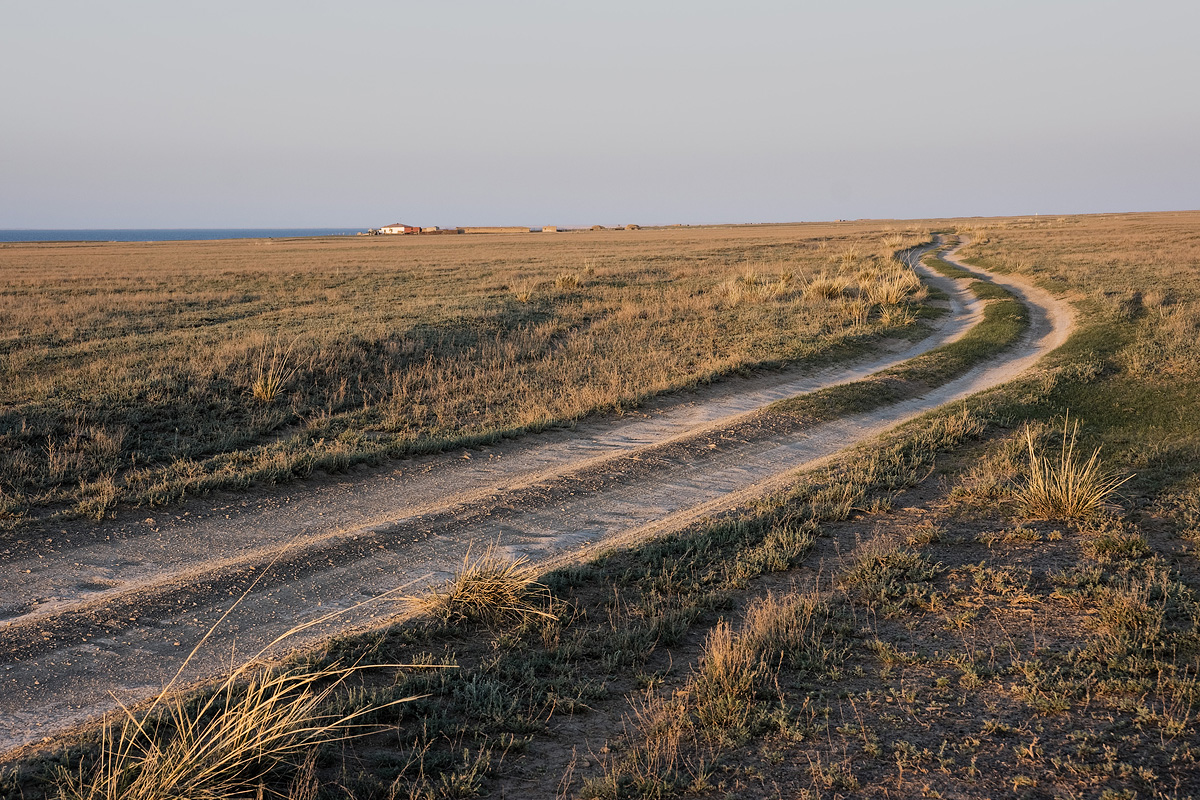
齋桑泊附近道路

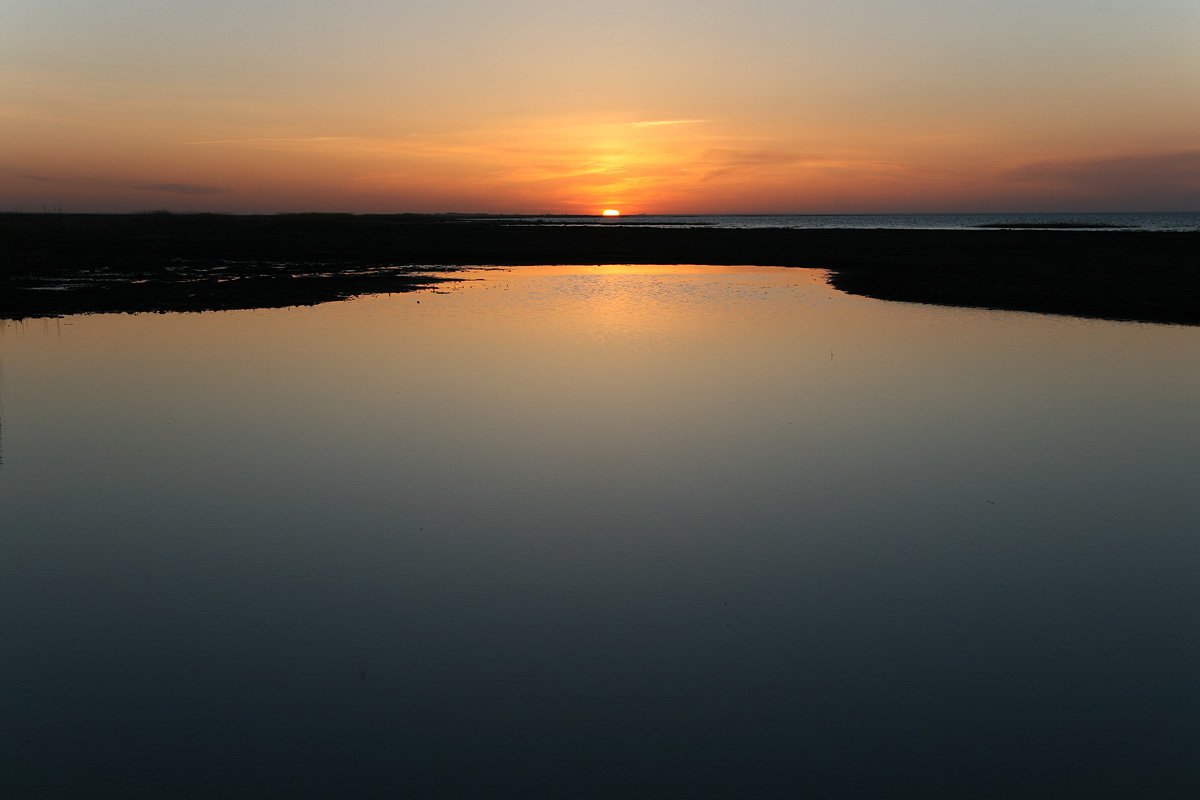
齋桑泊

斋桑泊（zhai1sang1po1）（羅馬化：Zaisan kölı，羅馬化：ózero Zaysán），哈萨克斯坦境内东北部一湖泊，位于阿尔泰山西麓，额尔齐斯河流经此湖。该湖面积原为1810平方公里，1959年下游水坝建成后，目前湖面已达到5500平方公里。
该湖曾为大清帝国领土，中俄勘分西北界约记签订后被割让与俄罗斯帝國。苏联成立后将该湖地区划归哈萨克斯坦至今。

## 外部連結
- Озеро Зайсан - Казахстан - Lake Zaysan （页面存档备份，存于） （俄文）
- Зайсан (озеро в Казахской ССР) （俄文）